# Saitō Tatsuoki
Saitō Tatsuoki (斎藤 右兵衛?; 1548 – 14 agosto 1573) è stato un militare giapponese, samurai e daimyō del periodo Sengoku, appartenente al clan Saitō.
Saito Tatsuoki fu il terzo daimyō del clan Saitō della provincia di Mino, dopo suo nonno, Saitō Dōsan, e suo padre, Saitō Yoshitatsu. Era anche nipote di Oda Nobunaga, poiché la prima moglie di Nobunaga, Nohime, era la figlia di Dōsan.
Tatsuoki nacque nel 1548 e succedette al padre nel 1561, a soli 14 anni. L'anno seguente sviluppò una rivalità con un altro signore della guerra di Mino, Akechi Mitsuhide del vicino Kani. Mitsuhide si era schierato con il nonno di Tatsuoki, Dōsan, quando Saito Yoshitatsu si ribellò ed espulse il padre. Venne sconfitto nella battaglia di Moribe da Oda Nobunaga nel 1561 anche se successivamente Nobunaga si ritirò dalla provincia. Nel 1564 le forze di Tatsuoki e quelle degli Akechi si scontrarono: i samurai Saitō furono profondamente sconfitti e la grande perdita di prestigio e forza mise in ginocchio il clan.
Si diceva che il castello di Gifu, originariamente noto come castello di Inabayama, fosse uno dei castelli più forti e inespugnabili del Giappone, eppure ci fu un tempo in cui cadde sotto l'incursione di Takenaka Hanbei e solo 16 dei suoi samurai durante l'assedio di Inabayama.
Hanbei era consigliere militare del signore del castello di Gifu, Tatsuoki e di suo padre, Yoshitatsu prima di lui. Era un brillante tattico, sebbene un uomo malato ed effeminato. Un giorno un samurai insultò pesantemente Hanbei urinando contro di lui mentre passava sotto una delle torrette difensiv. Le sue lamentele al signore del castello, Tatsuoki, per la punizione dell'autore, non furono ascoltate, e così qualche tempo dopo Hanbei entrò nel castello con la sua banda di 16 samurai con il pretesto di visitare suo fratello malato e fece un falso tentativo alla vita di Tatsuoki.
Il confuso Tatsuoki, pensando che un esercito di aggressori molto più grande fosse entrato nel castello, fuggì, abbandonando il castello e i suoi uomini. Hanbei prese facilmente il castello. Dopo aver sentito del colpo di Stato, Oda Nobunaga chiese a Hanbei di consegnargli il castello ma quest'ultimo però rifiutò, restituendo invece la proprietà a Tatsuoki, e poi lasciò il servizio del clan Saitō. Tatsuoki, molto imbarazzato, che aveva perso molta reputazione e onore dal ritiro codardo, non avrebbe tenuto a lungo il possesso del castello.
Quando Nobunaga attaccò il castello nel 1567, molte delle truppe sotto Tatsuoki, ricordando la sua codardia, fuggirono da sole o disertarono alle forze assedianti. Nobunaga trasferì quindi il suo quartier generale da Komaki al castello-fortezza situato in posizione strategica e lo ribattezzò Gifu.
Tatsuoki venne accolto da Azai Nagamasa e continuò a combattere il clan Oda fino alla sua morte, avvenuta nel 1573, durante la battaglia di Tonezaka.

## Nella cultura di massa
Tatsuoki è un personaggio giocabile nel videogioco Samurai Warriors Chronicles per Nintendo 3DS soltanto nella battaglia di Inabayama:è rappresentato come un ufficiale qualsiasi, ma se si presta attenzione ai dialoghi durante la battaglia, è possibile notare la sua insicurezza ed arroganza alle domande di Takenaka Hanbei, mostrando anche la sua ingenuità durante il tradimento del Triumvirato di Mino, credendo che quest'ultimi stiano attuando un piano per aiutarlo.